# EC 2.3.2
La EC 2.3.2 è una sotto-sottoclasse della classificazione EC relativa agli enzimi. Si tratta di una sottoclasse delle transferasi che include aciltransferasi che trasferiscono gruppi amminoacidici.

## Enzimi appartenenti alla sotto-sottoclasse
| numero EC   | nome accettato                                               |
| ----------- | ------------------------------------------------------------ |
| EC 2.3.2.1  | D-glutammiltransferasi                                       |
| EC 2.3.2.2  | gammaglutammiltransferasi                                    |
| EC 2.3.2.3  | lisiltransferasi                                             |
| EC 2.3.2.4  | gamma-glutammilciclotransferasi                              |
| EC 2.3.2.5  | glutamminil-peptide ciclotransferasi                         |
| EC 2.3.2.6  | leuciltransferasi                                            |
| EC 2.3.2.7  | aspartiltransferasi                                          |
| EC 2.3.2.8  | arginiltransferasi                                           |
| EC 2.3.2.9  | agaritina gamma-glutammiltransferasi                         |
| EC 2.3.2.10 | UDP-N-acetilmuramoilpentapeptide-lisina N6-alaniltransferasi |
| EC 2.3.2.11 | alanilfosfatidilglicerolo sintasi                            |
| EC 2.3.2.12 | peptidiltransferasi                                          |
| EC 2.3.2.13 | proteina-glutammina gamma-glutammiltransferasi               |
| EC 2.3.2.14 | D-alanina gamma-glutammiltransferasi                         |
| EC 2.3.2.15 | glutatione gamma-glutammilcisteiniltransferasi               |